# Cercamon
Cercamon (tiếng Occitan: phát âm tiếng Occitan: [seɾkɔˈmun], fl 1135 - 1145) là một trong những troubadour sớm nhất trong lịch sử. Tên thật và tiểu sử thực sự của ông vẫn không được biết đến. Có vẻ ông là một người chơi chữ, sinh ra tại Gascony. Ông đã dành hầu hết sự nghiệp của mình trong các lãnh địa của William X của Aquitaine và có lẽ là cả Eble III của Ventadorn. Ông là người phát minh ra planh (thể loại bài hát Provençal) cũng như tenso (một thể loại tranh luận bằng giai điệu mà hai nhà thơ viết mỗi đoạn stanza và có lẽ la cả serventes.
Hầu như thông tin chúng ta có về Cercamon là không có gì mà là mang tính chất đồn thổi và phỏng đoán. Những người đương thời với ông cho biết ông là người thầy của Marcabru và có vài bằng chứng theo hoàn cảnh cho biết Cercamon đã chết trong một cuộc thập tự chinh như là một người đi theo Louis VII của Pháp.
Có khoảng 7 lời nhạc của ông vẫn còn tồn tại đến bây giờ, không phải là giai điệu đơn giản. Thật không may, hầu hết các tác phẩm làm nên tên tuổi của Cercamon, các bản pastoretas, đã mất.
Cercamon có nghĩa là người đi tìm thế giới trong tiếng Occitan Trung Cổ và tiếng Catalan hiện tại.